# Speed King (jeu vidéo)
Pour les articles homonymes, voir Speed King.
Speed King est un jeu vidéo de course de moto publié en 1985 par Digital Integration pour Commodore 64 et en 1986 dans une édition économique par Mastertronic, cette fois également pour Amstrad CPC, Atari 8-bit, Commodore 16 et MSX. Le magazine Zzap!64 le considère comme une sorte de conversion de Full Throttle, sorti en 1984 pour le ZX Spectrum et développé par la même personne, Mervyn Estcourt.
Mastertronic a également publié la suite, Speed King 2 (1987), mais uniquement pour le ZX Spectrum.

## Système de jeu
Speed King est un jeu de course solo typique, dans le style de Pole Position, avec une vue en perspective de derrière la moto. Dix circuits du monde réel sont disponibles, avec la possibilité de voir une vue à la première personne du circuit et de faire des essais. Chaque partie est une course unique contre 19 autres concurrents, à trois niveaux de difficulté. La moto dispose d'une boîte de vitesses manuelle à six rapports et peut atteindre 250 miles par heure. Dans l'ordre croissant des rapports, les vitesses maximales sont : 42, 56, 83, 144, 174 et 250 mi/h. Entrer en collision avec un concurrent ou sortir trop de la route entraîne la chute de la moto et une reprise de la course à partir d'un arrêt complet.
Sur la version CPC, le jeu comporte 10 circuits. Il se joue à 1 joueur.
La version Commodore 16 est limitée à quatre pistes, cinq tours, aucun niveau de compétence et vous ne contrôlez pas la vitesse, vous ne pouvez que changer de vitesse.

## Réception
Selon le magazine Zzap! (it), Speed King est similaire à de nombreux égards au Formula Uno Simulator de Shaun Southern. Ceci n'étant pas étonnant car il est également l'auteur de ce jeu. La note globale attribuée est de 56 %.

## Sortie initiale, portages et rééditions
Le jeu est sorti sur Commodore 64 en 1985 (Digital Integration),.
- 1986 : Commodore 64 (Mastertronic)[7].
- 1986 : Amstrad CPC (Mastertronic)[8].
- 1986 : Commodore Plus/4 (Mastertronic)[9].
- 1986 : Commodore 16[3].
- 1986 : MSX (Mastertronic)[10].
- 1986 : Atari 8-bit (Mastertronic)[11].